# Ван Кліберн
Ван Кліберн (Вен Кла́йберн, повне ім'я Гарві Лейвен Клайберн-молодший, англ. Harvey Lavan Cliburn Jr.; 12 липня 1934 — 27 лютого 2013) — американський піаніст, перший переможець Міжнародного конкурсу імені Чайковського (1958).

## Біографія

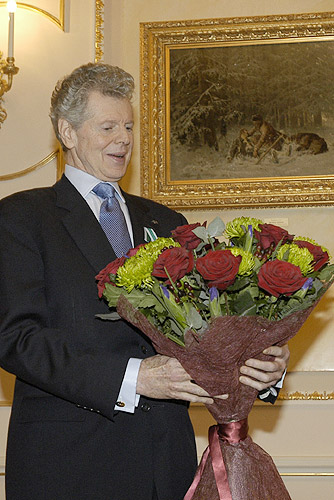
Ван Кліберн, 2004 рік.

Народився у Шривпорті, штат Луїзіана. Починав вчитися у матері, учениці Артура Фрідхайма. Коли Кліберну було шість років, сім'я переїхала в Техас, де він у 13 років виграв конкурс, а незабаром дебютував у Карнегі-холі. В 1951 році поступив в Джульярдську школу у клас Розіни Левіної, і в найближчі роки отримав ряд нагород на престижних американських і міжнародних конкурсах — зокрема, перше місце на престижному Конкурсі імені Левентрітта (1954). Світову популярність ім'я Кліберн отримало після перемоги на першому Міжнародному конкурсі імені Чайковського в Москві в 1958 році. Перемога Кліберна стала сенсацією в розпал холодної війни і забезпечила піаністові особливо повагу як з боку американських, так і з боку радянських громадян.
Після перемоги Кліберн на конкурсі звукозаписна компанія RCA Victor запропонувала йому контракт, і незабаром його диск із записом Першого фортепіанного концерту Чайковського став платиновим, першим в історії академічної музики. У тому ж 1958 році Кліберн здобув за цей диск премію «Греммі». З 1962 року в Форт-Уерті (Техас) проводиться Конкурс піаністів імені Вана Кліберна.
Кліберн концертував і записувався до середини 1970-х років, але вже не користувався таким успіхом, як раніше. Це було обумовлено обмеженістю його репертуару, відсутністю творчого росту і рядом інших факторів. В 1978 році, після смерті батька, музикант практично повністю припинив концертну діяльність. Відомі лише його виступи в 1987 у в Білому домі й у Карнегі-холі чотири роки по тому з нагоди століття з дня відкриття цього залу. У свій сімдесятирічний ювілей у 2004 у музикант відвідав з гастролями Москву. У січні 2010 Кліберн був запрошений головою журі конкурсу Міжнародного конкурсу імені Чайковського в Москві.
27 серпня 2012 року його рекламний агент повідомив, що у піаніста прогресуючий рак кісток. Він пройшов лікування та «відпочивав у домашньому затишку» у Форт-Ворт у Техасі де отримував цілодобовий догляд. Кліберн помер 27 лютого 2013 року.

## Особисте життя
Ван Кліберн був геєм, що загалом приховував свою орієнтацію від громадськості.